# Ospalky

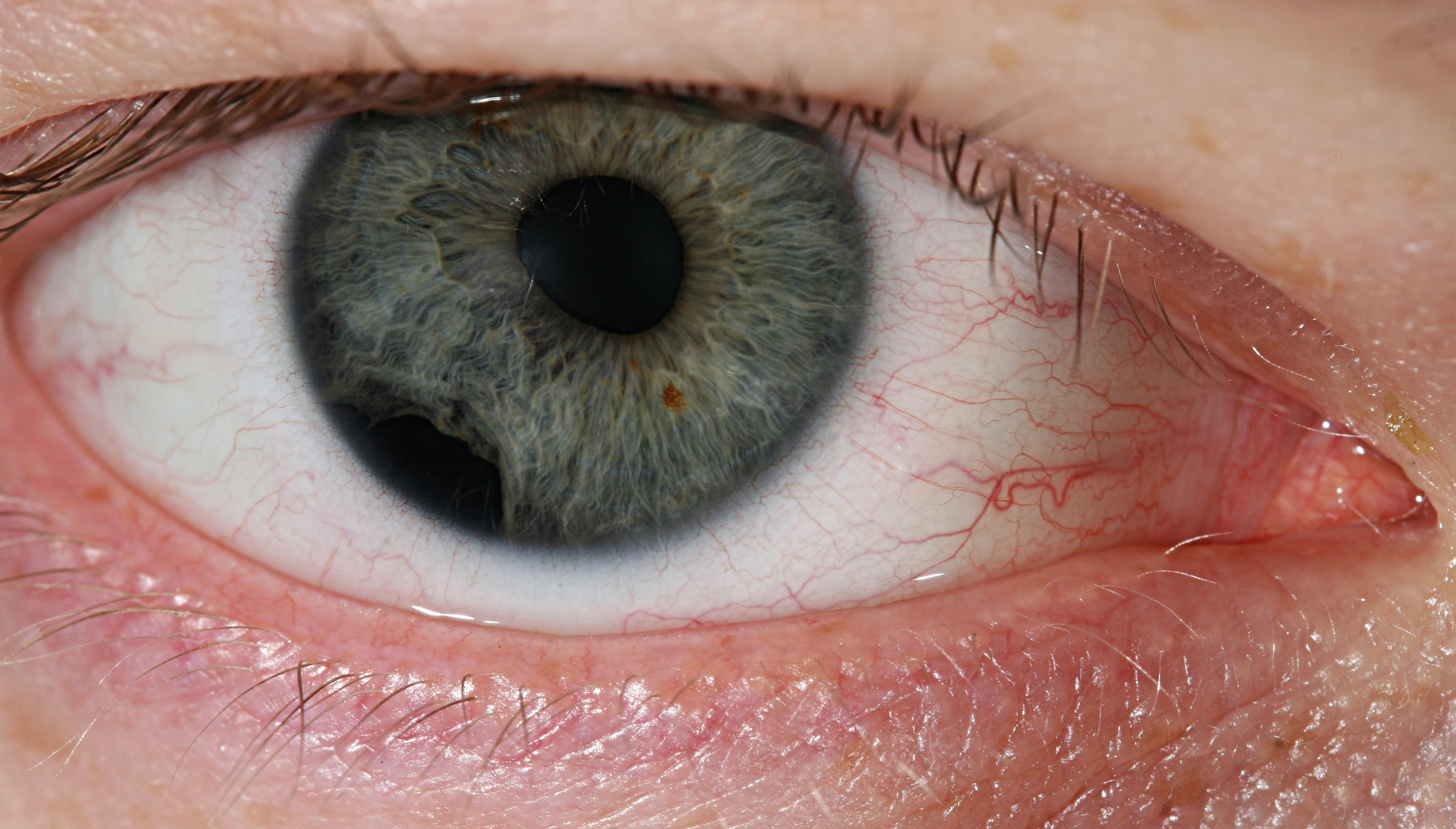
Při vnitřním koutku oka je malý ospalek. Duhovka je poškozena následkem úrazu tupým předmětem.

Ospalky jsou odpadní produkt organismu, který vzniká v oblastech očních koutků. Vyskytuje se u organismů, které mají oči vlhčeny slzami. Jedná se o drobné krystalky vzniklé odpařováním slz během fáze spánku, kdy oči v rámci automatického pohybu kmitají ze strany na stranu a vylučují drobné nečistoty do kouta oka. Větší ospalky po probuzení mohou být příznakem zánětu spojivek.
Ospalky tvoří zpravidla cizí tělesa, která se během dne dostanou do blízkosti oka, jako jsou např. drobná zrnka písku, mrtvé buňky, pyl, prach a další látky.